# Drapeau du Vanuatu
Le drapeau du Vanuatu fut adopté le 18 février 1980, date à laquelle le Vanua'aku Party (parti politique vanuatuan) a conduit l'archipel à l'indépendance. Le parti avait été fondé au début des années 1970 par Walter Lini, et homme d'État vanuatais, considéré comme le père de l'indépendance du pays. Il est Premier ministre de 1980 à 1991, dans le condominium des Nouvelles-Hébrides sous le nom de New Hebrides National Party (« Parti national des Nouvelles-Hébrides »), qu'il garde jusqu'en 1974. Les couleurs du parti (rouge, noir, jaune et vert) furent choisies comme futures couleurs du drapeau national. Le dessin final fut réalisé par des artistes locaux. Le dessin jaune sur fond noir est une défense de sanglier en forme de spirale, symbole de prospérité : l'importance symbolique de ces animaux est primordiale. Des feuilles de « namele » (cycas), symboles de paix, complètent le symbolisme du drapeau.

## Symbolisme
Le vert représente la richesse du pays, le rouge le sang des hommes et le noir le peuple mélanésien. Le « Y » couché, en jaune, quant à lui, représente la lumière céleste arrivant sur l'île (90 % de la population est chrétienne),. 
Le Premier ministre du Vanuatu, le père Walter Lini, a demandé l'inclusion de fimbriations jaunes et noires pour faire ressortir le noir. La forme en Y jaune représente la forme des îles de Vanuatu sur la carte et la lumière de l'évangile traversant le motif des îles de l' océan Pacifique (environ 83% des habitants de Vanuatu professent le christianisme. L'emblème en noir est une défense de sanglier, symbole des coutumes et de la tradition mais aussi de la prospérité. Il est porté comme un pendentif sur les îles - avec deux feuilles de l' arbre namele local. Ces feuilles sont censées être un gage de paix, et leurs 39 tracts représentent les 39 membres originaux du Parlement de Vanuatu.

## Chronologie
| Date                                            | Drapeau                                                                              | Image |
| ----------------------------------------------- | ------------------------------------------------------------------------------------ | --- |
| 1887-1906                                       | Drapeau de la Commission navale mixte anglo-française                                | Drapeau de la Commission navale mixte anglo-française · Symbole décrivant l'usage, explicité ci-après               |
| 1906-1953, (avec la couronne Tudor )            | Drapeau des Nouvelles Hébrides britanniques                                          | Drapeau des Nouvelles Hébrides britanniques · Symbole décrivant l'usage, explicité ci-après                         |
| 1906-1953, (avec la couronne Tudor )            | Drapeau du commissaire résident britannique                                          | Drapeau du commissaire résident britannique · Symbole décrivant l'usage, explicité ci-après                         |
| 1953-1980, (avec la couronne de Saint-Édouard ) | Drapeau des Nouvelles-Hébrides britanniques                                          | Drapeau du commissaire résident britannique · Symbole décrivant l'usage, explicité ci-après                         |
| 1953-1980, (avec la couronne de Saint-Édouard)  | Drapeau du commissaire résident britannique                                          | Drapeau du commissaire résident britannique · Symbole décrivant l'usage, explicité ci-après                         |
| 1906-1940, 1944-1980                            | Drapeau des Nouvelles Hébrides françaises                                            | [ 5 ] |
| 1940-1944                                       | Drapeau de l'administration française libre des Nouvelles-Hébrides                   | Drapeau de l' administration française libre des Nouvelles-Hébrides · Symbole décrivant l'usage, explicité ci-après |
| 1963                                            | Drapeau attesté comme étant utilisé dans les Jeux du Pacifique Sud de 1963           | Drapeau de l' administration française libre des Nouvelles-Hébrides · Symbole décrivant l'usage, explicité ci-après |
| 1966 et 1971                                    | Drapeau attesté comme étant utilisé dans les Jeux du Pacifique Sud                   | Drapeau attesté comme étant utilisé dans les Jeux du Pacifique Sud · Symbole décrivant l'usage, explicité ci-après  |
| Jeux du Pacifique Sud de 1969                   | Version bleu foncé attestée lors des Jeux du Pacifique Sud de 1969                   | Version bleu foncé attestée lors des Jeux du Pacifique Sud de 1969 · Symbole décrivant l'usage, explicité ci-après  |
| 1980                                            | Drapeau de l'éphémère République de Vemerana                                         | Drapeau de l'éphémère République de Vemerana                                                                        |
| 1977-1978                                       | Drapeau du gouvernement provisoire du peuple de Vanuatu dirigé par le Vanua'aku Pati | Drapeau du gouvernement provisoire du peuple de Vanuatu dirigé par Vanua'aku Pati                                   |